# NGC 7083
NGC 7083 (również PGC 67023) – galaktyka spiralna (Sbc), znajdująca się w gwiazdozbiorze Indianina. Odkrył ją James Dunlop 28 sierpnia 1826 roku.
W galaktyce tej zaobserwowano supernowe SN 1983Y (niepotwierdzona) i SN 2009hm.